# Эшфорд, Аннали
А́ннали Ама́нда Э́шфорд (англ. Annaleigh Amanda Ashford; род. 25 июня 1985) — американская актриса, добившаяся успеха после выступлений в бродвейских мюзиклах, таких как Kinky Boots, «Злая», «Блондинка в законе», «Волосы» и You Can’t Take It With You. За выступление в Kinky Boots Эшфорд номинировалась на премию «Тони» за лучшую женскую роль второго плана в мюзикле в 2013 году. В 2015 году она выиграла «Тони» за лучшую женскую роль второго плана в пьесе за You Can’t Take It With You.

## Биография
Эшфорд родилась в Денвере, штат Колорадо. Она начала выступать на сцене в девятилетнем возрасте, но на Бродвее дебютировала лишь в 2005 году, после окончания колледжа Мэримаунт Манхэттен. На экране она дебютировала в 2008 году с небольшой ролью в фильме «Секс в большом городе». С тех пор она появилась в сериалах «Закон и порядок», «Закон и порядок: Специальный корпус», «Сестра Джеки» и «Смэш». Также у неё были незначительные роли в фильмах «Рэйчел выходит замуж» (2008) и «Топ-5» (2014).
В 2013 году Эшфорд начала играть второстепенную роль молодой проститутки в сериале Showtime «Мастера секса». Она была повышена до основного состава, начиная со второго сезона.
С 29 июля 2013 года Аннали замужем за актёром Джо Таппером. У супругов есть сын — Джек Кларк Таппер (род.08.09.2016).